# Ніксон (Невада)
Ніксон (англ. Nixon) — переписна місцевість (CDP) в США, в окрузі Вошо штату Невада. Населення — 464 особи (2020).

## Географія
Ніксон розташований за координатами 39°49′41″ пн. ш. 119°21′32″ зх. д. / 39.82806° пн. ш. 119.35889° зх. д. (39.828056, -119.359027).  За даними Бюро перепису населення США в 2010 році переписна місцевість мала площу 16,38 км², уся площа — суходіл.

## Демографія
Згідно з переписом 2010 року, у переписній місцевості мешкали 374 особи в 128 домогосподарствах у складі 87 родин. Густота населення становила 23 особи/км².  Було 142 помешкання (9/км²).
Расовий склад населення:
| - 94,7 % — корінних американців - 2,9 % — білих - 0,5 % — чорних або афроамериканців - 1,1 % — осіб інших рас |

До двох чи більше рас належало 0,8 %. Частка іспаномовних становила 4,0 % від усіх жителів.
За віковим діапазоном населення розподілялося таким чином: 29,4 % — особи молодші 18 років, 63,1 % — особи у віці 18—64 років, 7,5 % — особи у віці 65 років та старші. Медіана віку мешканця становила 30,0 року. На 100 осіб жіночої статі у переписній місцевості припадало 101,1 чоловіків;  на 100 жінок у віці від 18 років та старших — 92,7 чоловіків також старших 18 років.
Середній дохід на одне домашнє господарство  становив 34 033 долари США (медіана — 27 000), а середній дохід на одну сім'ю — 35 100 доларів (медіана — 26 875). За межею бідності перебувало 34,1 % осіб, у тому числі 58,6 % дітей у віці до 18 років та 34,5 % осіб у віці 65 років та старших.
Цивільне працевлаштоване населення становило 96 осіб. Основні галузі зайнятості: публічна адміністрація — 26,0 %, науковці, спеціалісти, менеджери — 16,7 %, виробництво — 12,5 %, освіта, охорона здоров'я та соціальна допомога — 9,4 %.